# Blackwood & Sons
Blackwood & Sons war eine Verlagsbuchhandlung und Druckerei in Edinburgh mit einer Filiale in  London. Sie wurde 1804 von William Blackwood (1776–1834) gegründet.

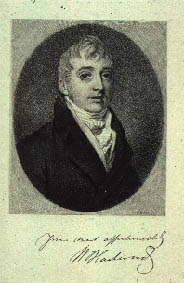
Der Verlagsgründer William Blackwood

Nach seinem Tod 1834 übernahmen seine Söhne Alexander und Robert die Geschäftsleitung. Nach Alexanders Tod 1845 und dem seines Bruders Robert kurz darauf, übernahm ein weiterer Bruder, John Blackwood (1818–1879) das Unternehmen. 1849 trat Major William Blackwood jr. hinzu, der bis zu seinem Tod 1861 den Verlag mit führte. 1862 trat dessen ältester Sohn William Blackwood III. ein, der ab Johns Tod 1879 den Verlag bis 1912 allein führte. Neben ihm waren auch seine Neffen George William Blackwood und J. H. Blackwood im Verlag tätig.
Als eigenständiges Unternehmen bestand der Verlag bis Ende 1980, bevor er dem ebenfalls traditionsreichen Edinburgher Verlag Pillans & Wilson einverleibt wurde (inzwischen als Pillans & Waddies Teil des Konzerns ormolu).

## Verlagsprogramm

### Belletristik
Bei Blackwood wurden die Werke vieler großer Schriftsteller verlegt, darunter Walter Scott (Tales of My Landlord, 1816), James Hogg (The Private Memoirs and Confessions of a Justified Sinner), George Eliot, Anthony Trollope, Margaret Oliphant (mit zahlreichen Werken seit 1854), Joseph Conrad und Hugh MacDiarmid.

### Blackwood’s Edinburgh Magazine

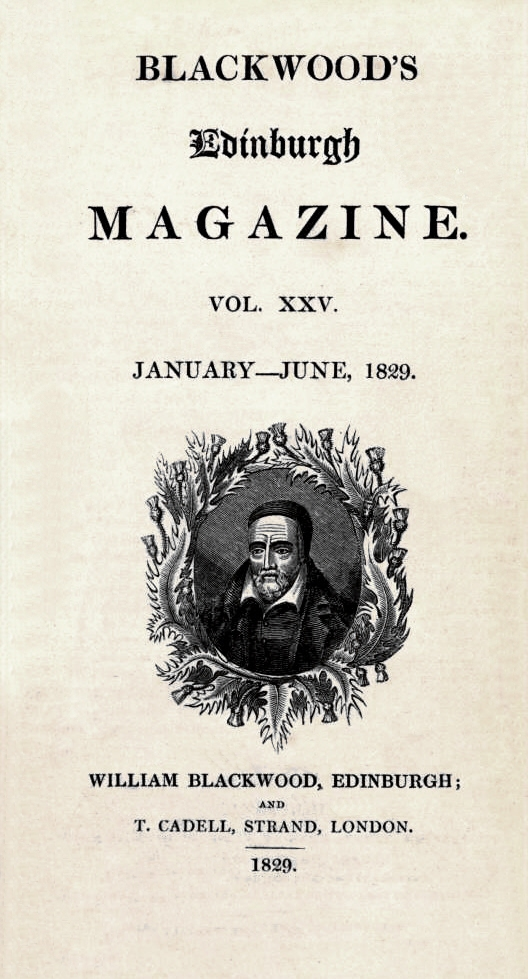
Titelblatt von Blackwood’s Edinburgh Magazine, Vol. XXV, Januar – Juni 1829

Ab April 1817 erschien bei Blackwood das Blackwood’s Edinburgh Magazine, eine Monatsschrift für Literatur, Politik und Philosophie. Die in ihren ersten Ausgaben noch Edinburgh Monthly Magazine betitelte Zeitschrift war als Tory-nahe Konkurrenz des einflussreichen Whig-nahen Vierteljahresmagazins Edinburgh Review konzipiert.
Im Oktober 1817 begann Blackwood’s Edinburgh Magazine mit einer Serie von Artikeln, die heftige und boshafte Angriffe auf den Dichter und Journalisten Leigh Hunt und Dichter und Schriftsteller in seinem Umkreis, u. a. William Hazlitt, John Keats und Percy Bysshe Shelley und auf deren Werke, enthielten. Blackwood’s belegte die dichterische Arbeit des Hunt-Kreises mit der abwertenden und lächerlich machenden Bezeichnung Cockney School. Die Angriffe richteten sich nicht nur gegen ihre dichterische Sprache und ihren Stil, sondern in herabsetzender Weise auch gegen die Personen selbst.
Blackwood’s Edinburgh Magazine, bald auch mit dem Spitznamen Maga bezeichnet, veröffentlichte zahlreiche Werke englischer Schriftsteller wie Thomas De Quincey, Richard Doddridge Blackmore, Elizabeth Barrett Browning, Anthony Trollope und Edward Bulwer-Lytton, 1. Baron Lytton sowie Übersetzungen u. a. aus dem Deutschen, darunter einige Erstveröffentlichungen von Werken deutscher klassischer und romantischer Dichter in englischer Übersetzung. 1857 wurde George Eliots erster Roman The Sad Fortunes of Amos Barton in Fortsetzung im Maga erstveröffentlicht, 1899 Joseph Conrads berühmtester Roman Heart of Darkness.
Das Magazine diente Charlotte Brontë als Vorbild für das zusammen mit ihrem Bruder in 15 Ausgaben verfasste Young Men’s Magazine, das ein Teil des kindlichen Phantasiereichs der Geschwister war.
Im Zeitalter des britischen Imperialismus wurde Blackwood’s Edinburgh Magazine, ab 1906 nur noch Blackwood’s Magazine, vor allem bei Beamten und Offizieren in den britischen Kolonien in aller Welt beliebt. Die traditionsreiche Zeitschrift, deren Titelblatt stets der ursprünglichen Gestaltung mit einem Porträt des schottischen Historikers George Buchanan treu blieb, wurde erst 173 Jahre nach ihrer Gründung im Dezember 1980 eingestellt.

### The royal atlas
1861 gab der Verlag den monumentalen Weltatlas The Royal Atlas of Modern Geography, exhibiting, in a series of entirely original and authentic maps, the present condition of geographical discovery and research in the several countries, empires, and states of the world von Alexander Keith Johnston heraus, der als einer der besten des 19. Jahrhunderts gilt.

## Verlagsarchiv
Das Verlagsarchiv der Jahre 1805–1900 wird in der National Library of Scotland verwahrt.